# مقاطعة فاييت (بنسلفانيا)
مقاطعة فاييت (بالإنجليزية: Fayette County, Pennsylvania)‏ هي إحدى مقاطعات ولاية بنسلفانيا في الولايات المتحدة. بلغ عدد سكانها 136606 نسمة في عام 2010 حسب إحصاء مكتب تعداد الولايات المتحدة.

## المناخ
يظهر الجدول التالي التغييرات المناخية على مدار السنة لمقاطعة فاييت:
| البيانات المناخية لـمقاطعة فاييت  | البيانات المناخية لـمقاطعة فاييت | البيانات المناخية لـمقاطعة فاييت | البيانات المناخية لـمقاطعة فاييت | البيانات المناخية لـمقاطعة فاييت | البيانات المناخية لـمقاطعة فاييت | البيانات المناخية لـمقاطعة فاييت | البيانات المناخية لـمقاطعة فاييت | البيانات المناخية لـمقاطعة فاييت | البيانات المناخية لـمقاطعة فاييت | البيانات المناخية لـمقاطعة فاييت | البيانات المناخية لـمقاطعة فاييت | البيانات المناخية لـمقاطعة فاييت | البيانات المناخية لـمقاطعة فاييت |
| الشهر                             | يناير                            | فبراير                           | مارس                             | أبريل                            | مايو                             | يونيو                            | يوليو                            | أغسطس                            | سبتمبر                           | أكتوبر                           | نوفمبر                           | ديسمبر                           | المعدل السنوي                    |
| --------------------------------- | -------------------------------- | -------------------------------- | -------------------------------- | -------------------------------- | -------------------------------- | -------------------------------- | -------------------------------- | -------------------------------- | -------------------------------- | -------------------------------- | -------------------------------- | -------------------------------- | -------------------------------- |
| الدرجة القصوى °ف (°م)             | 79 (26)                          | 77 (25)                          | 88 (31)                          | 93 (34)                          | 93 (34)                          | 97 (36)                          | 102 (39)                         | 102 (39)                         | 99 (37)                          | 95 (35)                          | 88 (31)                          | 77 (25)                          | 102 (39)                         |
| متوسط درجة الحرارة الكبرى °ف (°م) | 39 (4)                           | 43 (6)                           | 51 (11)                          | 63 (17)                          | 72 (22)                          | 81 (27)                          | 84 (29)                          | 83 (28)                          | 76 (24)                          | 65 (18)                          | 54 (12)                          | 43 (6)                           | 63 (17)                          |
| متوسط درجة الحرارة الصغرى °ف (°م) | 20 (−7)                          | 22 (−6)                          | 28 (−2)                          | 37 (3)                           | 46 (8)                           | 56 (13)                          | 60 (16)                          | 59 (15)                          | 51 (11)                          | 40 (4)                           | 32 (0)                           | 24 (−4)                          | 40 (4)                           |
| أدنى درجة حرارة °ف (°م)           | −22 (−30)                        | −16 (−27)                        | −3 (−19)                         | 15 (−9)                          | 23 (−5)                          | 33 (1)                           | 37 (3)                           | 34 (1)                           | 29 (−2)                          | 16 (−9)                          | −1 (−18)                         | −14 (−26)                        | −22 (−30)                        |
| الهطول إنش (مم)                   | 2.8 (71)                         | 2.7 (69)                         | 3.8 (97)                         | 4.0 (100)                        | 4.4 (110)                        | 4.3 (110)                        | 4.8 (120)                        | 3.9 (99)                         | 3.6 (91)                         | 2.9 (74)                         | 3.5 (89)                         | 3.2 (81)                         | 43.9 (1٬111)                     |
| متوسط تساقط الثلوج إنش (سم)       | 8.4 (21)                         | 7.2 (18)                         | 4.6 (12)                         | 0.4 (1.0)                        | 0.0 (0.0)                        | 0.0 (0.0)                        | 0.0 (0.0)                        | 0.0 (0.0)                        | 0.0 (0.0)                        | 0.0 (0.0)                        | 0.9 (2.3)                        | 4.4 (11)                         | 25.9 (65.3)                      |
| [بحاجة لمصدر]                     |                                  |                                  |                                  |                                  |                                  |                                  |                                  |                                  |                                  |                                  |                                  |                                  |                                  |

## أعلام
- أندي ليندن
- ويليام تومسون
- روبرت بيرد
- وليام كار لاين
- جوشوا جي. نيوبولد

## وصلات خارجية
- www.co.fayette.pa.us

قالب:مقاطعة فاييت (بنسلفانيا)